# World Series of Poker 2000
De World Series of Poker 2000 werd gehouden in de Binion's Horseshoe in Las Vegas van 22 april t/m 22 mei. Het was de 31ste editie van de World Series of Poker, het grootste pokerevenement ter wereld.

## Toernooien
| Event                                                              | Winnaar            | Prijs    | Tweede                         |
| ------------------------------------------------------------------ | ------------------ | -------- | ------------------------------ |
| $500 Casino Employee's Limit Hold'em                               | Dave Alizadeh      | $21.800  | Von Huang                      |
| $2.000 Limit Hold'em                                               | Tony Ma            | $367.040 | Roman Abinsay                  |
| $1.500 Seven-card stud                                             | Jerri Thomas       | $135.825 | Bill Gibes                     |
| $1.500 Limit Omaha                                                 | Ivo Donev          | $85.800  | Thor Hansen                    |
| $1,500 Seven Card Stud Hi-Lo                                       | Randy Holland      | $120,990 | Eli Balas                      |
| $1.500 Pot Limit Omaha                                             | Johnny Chan        | $179.400 | Josh Arieh                     |
| $1.500 Limit Omaha Hi-Lo                                           | Nat Koe            | $160.950 | Brent Carter                   |
| $2.000 No Limit Hold'em                                            | Diego Cordovez     | $293.040 | Dave Ulliott                   |
| $2.500 Seven Card Stud                                             | Chris Ferguson     | $151.000 | Al Decarlo                     |
| $2.000 Pot Limit Hold'em                                           | Jimmy Athanas      | $173.900 | Dave Colclough                 |
| $3.000 Limit Hold'em                                               | Chris Tsiprailidis | $213.600 | Ed Smith                       |
| $5.000 No Limit Deuce to Seven Draw                                | Jennifer Harman    | $146.250 | Lyle Berman                    |
| $2.500 Seven Card Stud Hi-Lo                                       | Joe Wynn           | $129.000 | Andreas Krause                 |
| $2.500 Pot Limit Omaha                                             | Phil Ivey          | $195.000 | Thomas "Amarillo Slim" Preston |
| $1.500 Ace to Five Lowball                                         | Richard Dunberg    | $76.200  | Roger Van Driesen              |
| $2.500 Limit Omaha Hi-Lo                                           | Michael Sohayegh   | $160.000 | Hasan Habib                    |
| $1.500 Razz                                                        | Huck Seed          | $77.400  | John Spadavecchia              |
| $3.000 Pot Limit Hold'em                                           | Mike Carson        | $222.000 | Jack Ward                      |
| $5.000 Seven Card Stud                                             | David Chiu         | $202.000 | Ken Flaton                     |
| $3.000 No Limit Hold'em                                            | Chris Björin       | $334.110 | Paul Evans                     |
| $5.000 Limit Omaha Hi-Lo                                           | Howard Lederer     | $198.000 | Allen Cunningham               |
| $5.000 Limit Hold'em                                               | Jay Heimowitz      | $284.000 | Melissa Hayden                 |
| $1.000 1/2 Limit Hold'em, 1/2 Seven Card Stud Ladies' Championship | Nani Dollison      | $53.200  | Martine Oules                  |
| Charity Media Tournament                                           | Tim Ellis          | $5.000   | Jack Ring                      |

## Main Event
Het Main Event was het grootste toernooi van de WSOP van 2000. Het is een 10.000 dollar No-Limit Texas Hold'em toernooi. De winnaar van dit toernooi wordt gezien als de officieuze wereldkampioen poker. Er deden in totaal 512 spelers mee, op dat moment het grootste pokertoernooi ooit. Dit record werd tijdens de World Series of Poker 2001 verbroken.

### Finaletafel
| Positie | Naam           | Prijs      |
| ------- | -------------- | ---------- |
| 1       | Chris Ferguson | $1.500.000 |
| 2       | T.J. Cloutier  | $896.500   |
| 3       | Steve Kaufman  | $570.500   |
| 4       | Hasan Habib    | $326.000   |
| 5       | James McManus  | $247.760   |
| 6       | Roman Abinsay  | $195.600   |

### Andere hoge posities
| Positie | Naam            | Prijs    |
| ------- | --------------- | -------- |
| 7       | Jeff Shulman    | $146.700 |
| 8       | Tom Franklin    | $97.800  |
| 9       | Mickey Appleman | $74.980  |
| 10      | Annie Duke      | $52.160  |
| 12      | Mike Sexton     | $52.160  |
| 16      | Barny Boatman   | $39.120  |
| 17      | Kathy Liebert   | $39.120  |
| 25      | Humberto Brenes | $32.600  |